# 세상의 중심에서 사랑을 외치다 (드라마)
《세상의 중심에서 사랑을 외치다(世界の中心で、愛をさけぶ》는 2004년 7월 2일부터 2004년 9월 10일까지 TBS에서 방송된 드라마이다. 전 11회. 평균 시청률 15.9%, 최고 시청률 19.1%를 기록하였다. 2004년 9월 17일에는, 그 후의 이야기를 그린 오리지날 특별편을 방송.

## 개요
영화에서와 같이, 어른이 된 주인공을 겹쳐 드라마판의 독자적인 스토리로 전개된다. 더 텔레비전의 드라마 아카데미상(2004년 여름 쿨)에서 최우수 작품상 등 9관왕을 달성 (남우주연상 : 야마다 타카유키, 여우조연상 : 아야세 하루카, 주제가상, 신인배우상 : 다나카 유키타로, 각본상 : 모리시타 요시코, 감독상 : 츠츠미 유키히코, 이시이 야스하루, 히라카와 유이치로, 캐스팅상, 타이틀백상). 또한, 제1회 서울 드라마 어워드 2006의 시리즈 드라마 부분 우수상 및 연출감독상을 수상하였다.
아키 역을 맡은 아야세 하루카의 출세작으로, 이전에는 P&G의 〈팬틴〉의 광고 출연 또는 그라비아 아이돌로써 활동하며, 사실상 무명해 가까웠지만 이 드라마를 통해 인지도를 넓히며 배우로써 한계단 성장하는 계기가 되었다. 사쿠타로 역의 야마다 타카유키 역시 멜로 드라마의 첫 주연을 맡으며, 주목을 받았다.

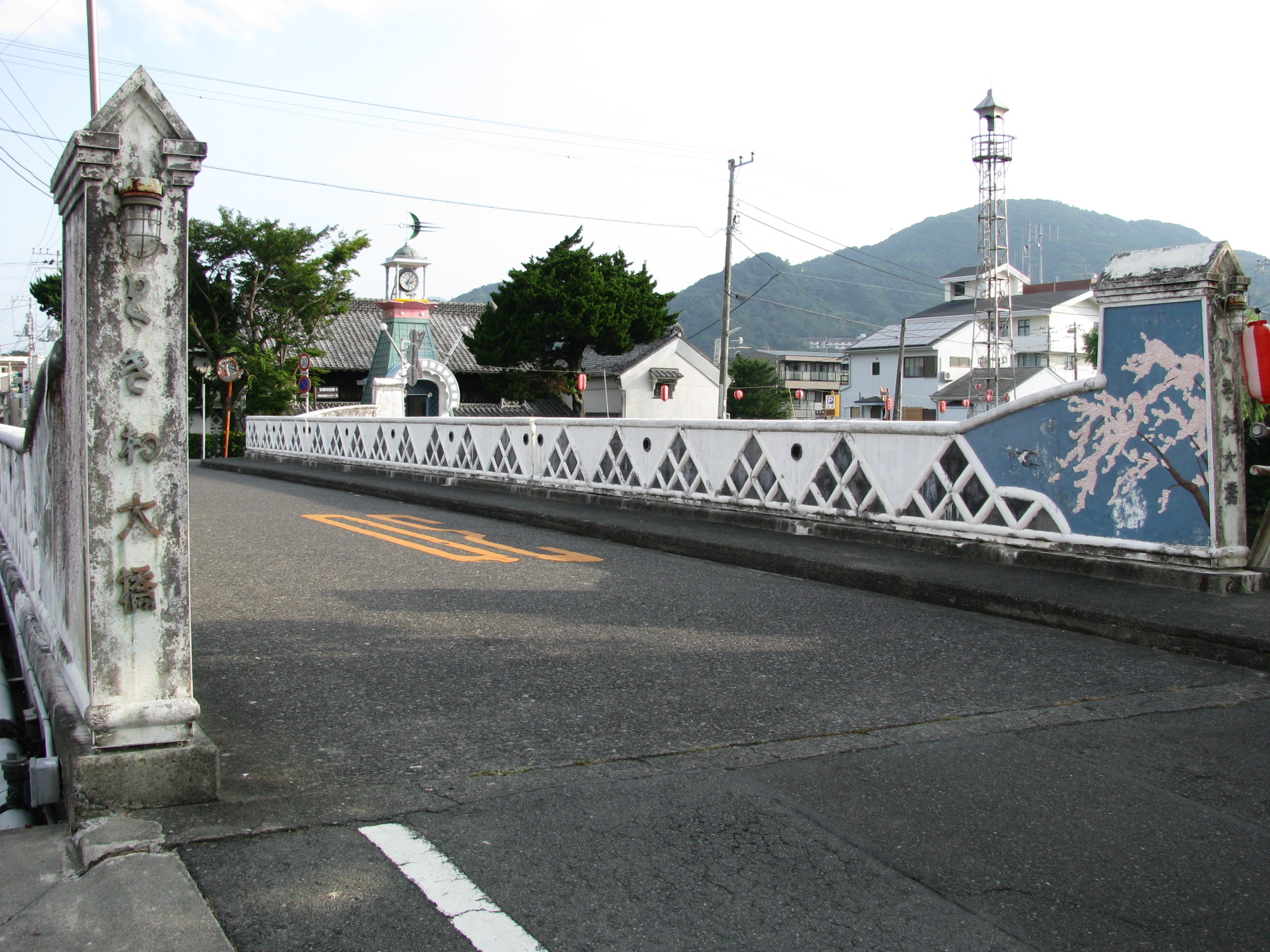
마츠자키쵸의 토키와오하시

이 작품 후 약 1년 후, 오피스 크레센드의 멤버를 제외한 같은 스태프로 야마다 타카유키, 아야세 하루카 주연의 《백야행》에서 다시 한 번 호흡을 맞췄다. 촬영지가 된 마쓰자키쵸은 드라마에서 그려진 풍경을 찾아, 찾아오는 사람이 끊이지 않고 있다. 길의역 이즈노히소에는 이와 관련하여 다른 이즈노 방면에서 로케이션 촬영이 진행된 작품과 함께, 작품안의 소도구·무대장치 등의 전시가 이루어지고 있다.(2008년 6월 현재) 또한, 이 작품을 시작으로 2005년으로 이어져 여름 순애 드라마 3부작의 첫번째 작품이 되어, 그 후, 《지금, 만나러 갑니다》, 《태양의 노래》로 2006년까지 이어진다.(3작품 모두 영화의 개봉 이후, 스탭, 배우가 바뀌어 드라마화 된 작품이다.)

## 등장 인물

### 17년전
- 마츠모토 사쿠타로(17) : 야마다 다카유키

성적도 운동도 아주 평범한 고등학교 2학년.
- 히로세 아키(17) : 아야세 하루카

사쿠타로의 반 친구로 연인이다. 학급위원이자 육상부.
- 오키 류노스케(17) : 다나카 고타로

사쿠타로의 소꿉친구로 어부의 아들이다, 별멸은 스케짱.
- 나카가와 아키요시(17) : 에모토 다스쿠

사쿠타로의 소꼽친구이자 반 친구. 실가는 절로 별명은 스님, 아키를 좋아한다.
- 우에다 토모요(17) : 모토카리야 유이카

사쿠타로의 소꿉친구이자 아키의 친구이며 반 친구. 육상부 소속으로 류노스케를 좋아한다.
- 마츠모토 후미코(13) : 카호

사쿠타로의 여동생.
- 아스우라 마사(17) : 다나카 케이

학급위원. 아키를 좋아한다.
- 쿠로사와 치히로(17) : 미즈노 하루카
- 이케다 구미 (17) : 아사카 유키
- 마지마 슌헤이 : 토바 준

아키와 같은 이나시로 종합병원에 입원중인 백혈병 환자.
- 우에다 약국 주인 : 오카야마 하지메

토모요의 아버지.
- 이나시로 종합병원의 의사 : 아사노 카즈유키
- 야타베 토시미(35) : 마츠시타 유키

반 담임으로 국어교사이자 육상부 고문.
- 마츠모토 준이치로(47) : 다카하시 가츠미

사쿠타로의 아버지.
- 마츠모토 토미코(43) : 오시마 사토코

사쿠타로의 어머니. 어업협동조합에서 일하고 있다.
- 히로세 야아코(43) : 데즈카 사토미

아키의 어머니.
- 히로세 마코토(48) : 미우라 토모카즈

아키의 아버지, 건축사무소 경영, 일급건축사.
- 마츠모토 켄타로(72) : 나카다이 다츠야

사쿠타로의 할아버지, 마쓰모토 사진관의 창업자.
- 타코야끼 가게 주인 : 타케노 이사오
- 젠카이시의 스님 : 노조에 요시히로

나카가와의 아버지
- 라디오 DJ : 히라노 후미

### 현재
- 마츠모토 사쿠타로(34) : 오가타 나오토

대학병원 연구의.
- 코바야시 아키(34) : 사쿠라이 사치코

사쿠타로의 대학시절부터의 친구, 미혼모로 보험설계사 일을 하며 카즈키를 키운다.
- 고바야시 카즈키 : 나카죠 유이

아키의 아들.
- 마츠모토 준이치로(64) : 다카하시 카츠미
- 마츠모토 토미코(60) : 오시마 사토코
- 히로세 마코토(65) : 미우라 모카즈
- 히로세 야아코(60) : 데즈카 사토미
- 야타베 토시미(52) : 마츠시타 유키

교사를 계속 근무중이다.
- 예능 프로
- 트라이얼
- 극단 히마와리
- 마쓰자키쵸의 마을 사람들

## 제작진
- 원작 : 카타야마 쿄이치
- 각본 : 모리시타 요시코
- 각색 : 사카모토 유지, 이토 치히로, 유키사다 이사오
- 촬영 : 카라사와 사토루
- 연출 : 츠츠미 유키히코 , 이시이 야스하루 , 히라카와 유이치로

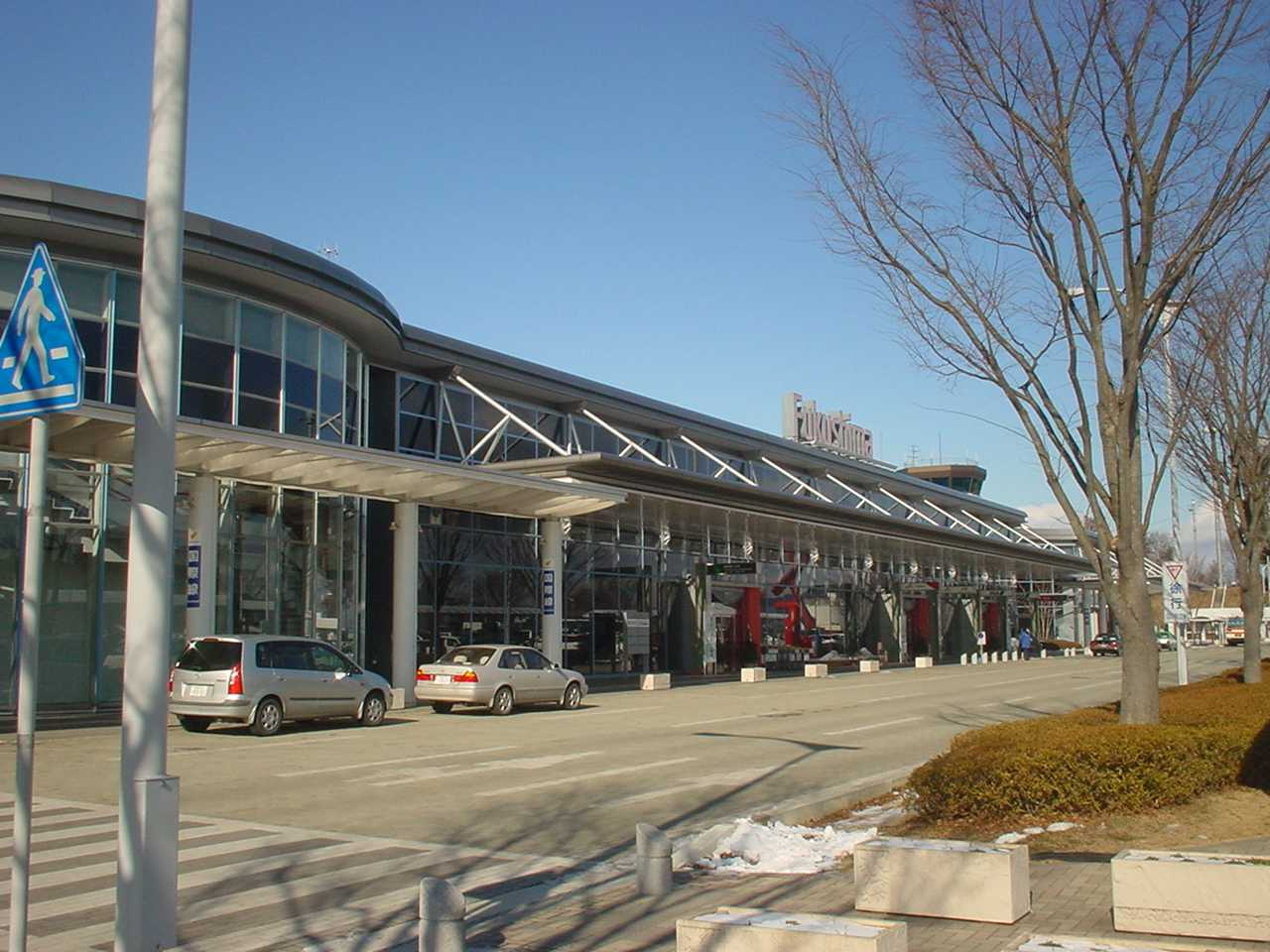
후쿠시마 공항

- 프로듀서 : 이시마루 아키히코

## 관련 음반

### 주제곡
- 시바사키 코우 : 〈카타치아루 모노(かたち あるもの)〉 (유니버설 뮤직)
- 고노 신 : 〈세상의 중심에서 사랑을 외치다 TV 드라마 오리지널 사운드 트랙〉 (유니버설 뮤직)

### 오리지날 사운드 트랙
- Directed by 고노 신

1. 君のいない世界
2. 朔と亜紀
3. 君を乗せて
4. ぼくの悩み
5. 愛とは
6. ひだまり
7. Highway Moon
8. 始まり
9. 朔と亜紀 part2
10. じっちゃんの部屋では
11. 予感
12. 遠いささやき
13. どこへも行かない
14. 遠い日のメロディ
15. 1987年、夏
16. 祈るより他に・・・
17. Searching for the gate of eden
18. 君のいない世界 part2
19. かたちあるもの Instrumental For TV
20. 空の果てへ

## 부제·시청률
| 방송일          | 회차   | 제목(원어)            | 제목(해석)           | 시청률 |
| --------------- | ------ | --------------------- | -------------------- | ------ |
| 2004년 7월 2일  | 제1화  | 恩師からの手紙        | 은사로부터의 편지    | 18.5%  |
| 2004년 7월 9일  | 제2화  | 微妙な距離            | 미묘한 거리          | 15.7%  |
| 2004년 7월 16일 | 제3화  | 永遠の別れ            | 영원한 이별          | 15.2%  |
| 2004년 7월 23일 | 제4화  | 「最後の日」          | 「마지막 날」        | 13.9%  |
| 2004년 7월 30일 | 제5화  | 「忍びよる影」        | 「숨어드는 그림자」  | 16.5%  |
| 2004년 8월 6일  | 제6화  | 「生への旅路」        | 「삶으로의 여행」    | 15.0%  |
| 2004년 8월 13일 | 제7화  | 「明けない夜」        | 「밝아지지 않는 밤」 | 14.5%  |
| 2004년 8월 20일 | 제8화  | 「プロポーズ」        | 「프러포즈」         | 15.4%  |
| 2004년 8월 27일 | 제9화  | 「最期の選択」        | 「마지막의 선택」    | 15.9%  |
| 2004년 9월 3일  | 제10화 | 「たすけてください…」 | 「살려주세요…」      | 15.2%  |
| 2004년 9월 10일 | 최종화 | 「かたちあるもの」    | 「형체가 있는 것」   | 19.1%  |
| 2004년 9월 17일 | 특별편 | 「17年目の卒業」      | 「17년째의 졸업」    | 15.3%  |

## 서적
- 세상의 중심에서 사랑을 외치다 MEMORIES (카토카와 쇼텐 2004년 9월) ※드라마 공식 비쥬얼북
- 피아노 솔로 세상의 중심에서 사랑을 외치다/TV 오리지널 사운드 트랙(도레미 악보출판사 2004년 8월) ※드라마의 공식악보집은 초급자및 중급자를 상대로 한 두 종류가 있고, 책머리에는 이시마루 PD의 인터뷰 기사가 있다.

## 주요 촬영지
필름 코믹션 : 필름 코믹션 이즈 보관됨 2004-12-11 - 웨이백 머신
- 시즈오카현
  - 가모군 마츠자키정 : 제방, 항구, 강가, 다리, 논두렁 길, 다코야키 아저씨, 미야우라 고교, 학교에서의 귀가길, 아키의 집, 마츠모토 사진관, 나카가와의 절, 우에다 약국, 항구 가까이의 이나리 신사, 아저씨의 언덕(1, 2, 7), 마츠모토 켄이치의 근무처 농협(3), 뼈를 뿌렸던 산・절(3), 자전거 연습을 했던 강변(3), 토모요에게 캠프를 거절당했던 광장(5), 히로세 마코토의 근무처 건설회사(7), 카즈키와 놀았던 강(8),백번 오갔던 신사(8), 병원으로 서두른 길(8), 사쿠, 아키, 카즈키가 자동차에 탔었던 길(마지막)
  - 가모군 니시이즈정 : 화장터(3, 마지막), 제방(포스터 이외)
  - 가모군 히가시이즈정 : 사쿠가 고향으로 돌아간 역(2), 스케짱을 배웅한 미야우라 남역(4), 육상경기장까지 달렸던 다리(4), 아키가 입원한 이나시로 종합병원(5～), 병원까지의 언덕길(6), 아키가 사고를 당한 역앞(9, 마지막), 택시를 버린 길(10), 도쿄로 향한 미야우라 역(특)
  - 이즈노 쿠니시(옛 다카다 군니라산쵸) : 항공권을 산 여행점(10), 공항에 가는 도중에 있던 이나시로 역(10)
  - 이즈시 : 사쿠의 집(1～), 페리 강(5), 오스트리아에서 머무른 호텔(8), 아키가 입원한 병원(10, 마지막)
  - 후지시 : 육상경기장(4), 토모요가 구른 언덕길(4)
  - 시타다시 : 사쿠가 들어가려한 바다(6, 7), 아키가 들어가려 한 바다(7)
- 도쿄 도
  - 신주쿠구 : 라디오 스테이션 앞(1), 카즈키가 걸었던 선로제(7)
  - 시부야구 : 아키의 근무처(2)
  - 하치오지시 : 사쿠의 근무처(1), 사쿠가 입원한 병원(1)
  - 무사시노시 : 카즈키가 다닌 유치원(6)
- 지바현
  - 시하라시 : 뼈를 뿌리러 간 모모세 역(3)
  - 다테야마시 : 유메지마에서 놀았던 바다(5)
  - 아와 군 교난정 : 유메지마(5)
- 후쿠시마현
  - 이시카와군 다마카와촌 : 공항(10, 마지막)
- 오스트레일리아
  - 시드니 : (8)
  - 우루루(킹스캐니언) : (1, 8, 마지막)

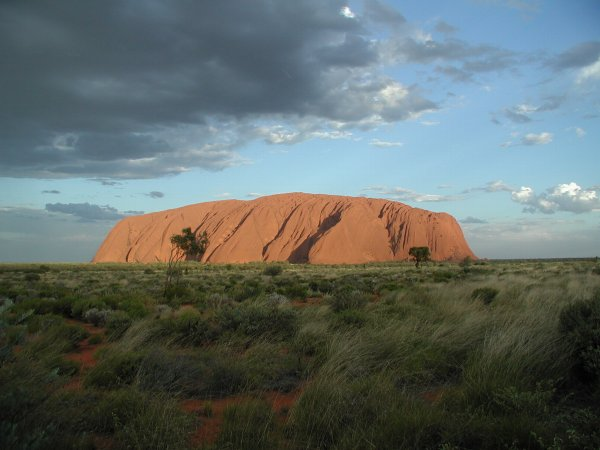
1, 8, 최종화 촬영 장소인 호주의 올루루

## 같이 보기
- 세상의 중심에서 사랑을 외치다 - 원작 소개
- 세상의 중심에서 사랑을 외치다 (영화)